# Actinocladium
Actinocladium är ett släkte av svampar. Actinocladium ingår i divisionen sporsäcksvampar och riket svampar.